# Parlamento Pan-Africano

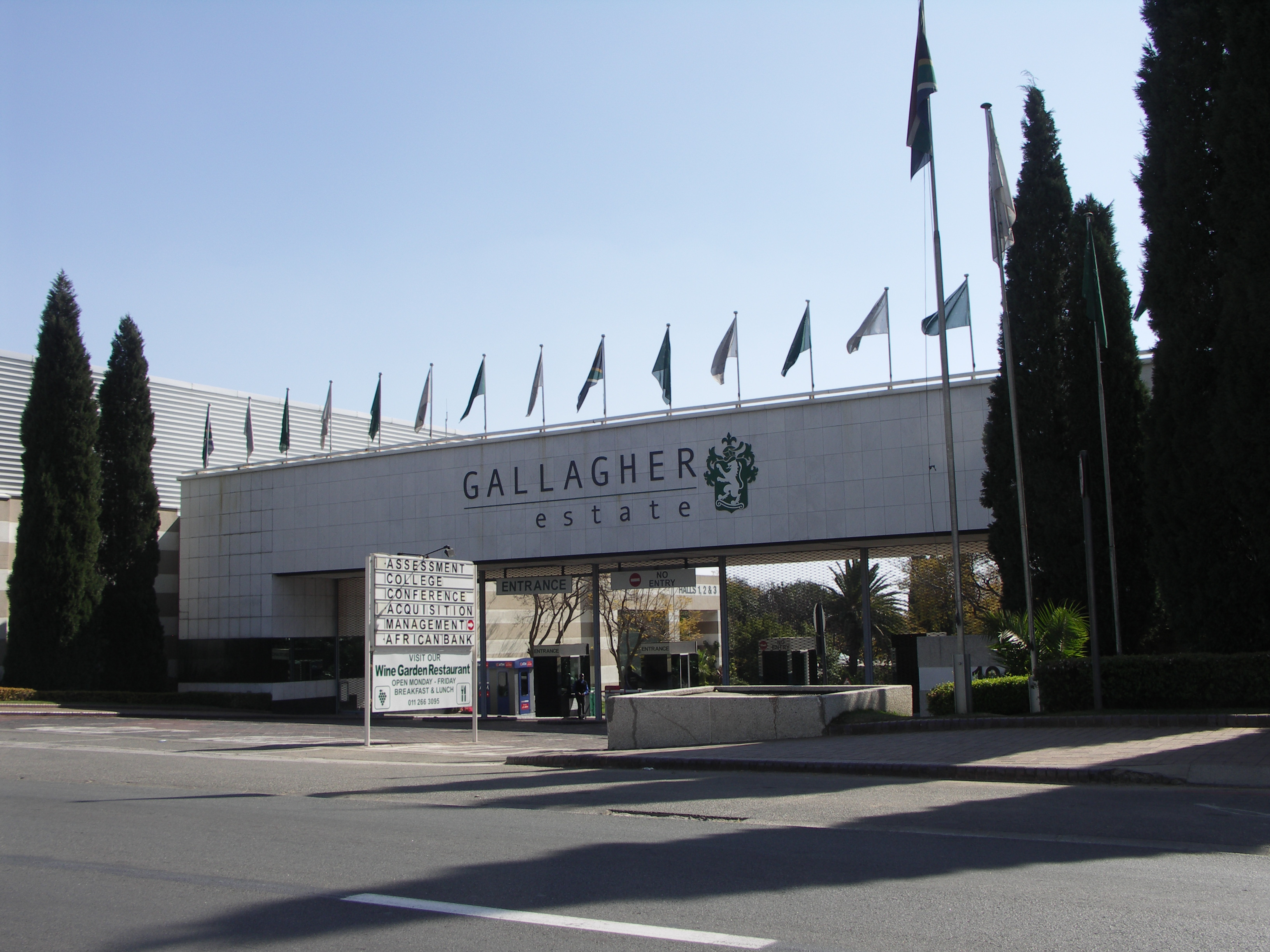
Gallagher Convention Centre (sede do Parlamento Panafricano), em Midrand, Johanesburgo.

O Parlamento Pan-Africano (PAP), também conhecido como Parlamento Africano, é o órgão legislativo da União Africana. Sua sessão inaugural foi realizada em março de 2004. O Parlamento exerce supervisão e tem poderes consultivos e consultivos, com duração de cinco anos. Inicialmente, a sede do Parlamento Pan-Africano era em Adis Abeba, Etiópia, mas foi posteriormente transferida para Midrand, África do Sul.  O objetivo do estabelecimento do parlamento era criar um espaço onde pessoas de todos os estados da África pudessem se reunir, deliberar e aprovar alguma política sobre questões que afetam todo o continente africano.
O Parlamento é composto por um máximo de cinco membros por estado membro que ratificou o Protocolo que o estabelece, incluindo pelo menos uma mulher por estado membro.
Esses membros são selecionados por seus estados-membros e suas legislaturas nacionais. A meta geral do parlamento é ser uma instituição com poder legislativo pleno, cujos membros sejam eleitos por sufrágio universal, conforme declarado pelo presidente sul-africano Jacob Zuma em seu discurso de abertura da primeira sessão ordinária da segunda legislatura do Parlamento Pan-Africano em 28 de outubro de 2009.
O Parlamento Pan-Africano é composto por três seções. A Plenária é a principal seção legislativa e de deliberação do Parlamento, onde os representantes se reúnem regularmente para discutir questões da África e possíveis soluções. A Mesa é a seção de liderança do Parlamento, composta por um presidente e quatro vice-presidentes, todos eleitos pelos delegados na Plenária. A última seção do Parlamento é a Secretaria, que é o órgão organizacional do Parlamento e é presidida por um secretário, um secretário adjunto e um secretário adjunto em exercício. Juntas, essas estruturas mantêm e executam as metas e o protocolo estabelecidos para governar o Parlamento.
Nas eleições de 2022 do Parlamento, o chefe Fortune Charumbira, do Zimbábue, foi eleito o novo presidente, e Massouda Mohamed Laghdaf, da Mauritânia, Ashebiri Gayo, da Etiópia, Lúcia Maria Mendes Gonçalves dos Passos, de Cabo Verde, e François Ango Ndoutoume, do Gabão, foram eleitos vice-presidentes.

## Estrutura
O Parlamento é composto por três órgãos principais: o plenário, a mesa e o secretariado. Há também Dez Comissões Permanentes, que foram criadas para lidar com diferentes setores da vida na África.

### Plenário
O Plenário é o principal órgão decisório do Parlamento. O Plenário é composto por delegados dos Estados-membros e é presidido pelo Presidente. É o órgão que aprova resoluções.
O Parlamento Pan-Africano tem 235 representantes eleitos pelas legislaturas de 47 dos 55 estados da UA, em vez de serem eleitos diretamente em sua própria capacidade. Cada estado-membro envia uma delegação de cinco parlamentares ao Parlamento, pelo menos um dos quais deve ser uma mulher.  A composição da delegação deve refletir a diversidade política da legislatura do estado-membro.

### Mesa
A Mesa é o grupo de liderança do Parlamento e é composta pelo Presidente e quatro vice-presidentes. Cada membro da Mesa representa uma região diferente da África.  Os atuais membros do Bureau são:
- Presidente - Hon. Chefe da Fortuna Zephania Charumbira do Zimbábue.
- Primeiro Vice-Presidente -Hon. Prof Massouda Mohamed Laghdaf da Mauritânia.
- Segundo Vice-Presidente -  Hon. Dr. Ashebiri Gayo da Etiópia
- Terceiro Vice-Presidente -  Hon. Lúcia a dois passos de Cabo Verde
- Quarto Vice-Presidente -  Hon. Djidda Mamar Mahamat do Chade

### Secretariado
O Secretariado auxilia na administração diária do Parlamento, desempenhando funções como a ata de reuniões, a organização de eleições e a gestão de pessoal. O Secretariado é composto pelo Secretário do Parlamento e dois Secretários Adjuntos – um dos quais lidera o Departamento de Assuntos Legislativos e o outro, o de Finanças, Administração e Recursos Humanos. O Secretário do Parlamento e seus adjuntos também são apoiados por outros funcionários e funcionários quando necessário.

## História
O Tratado de Abuja, de 1991, e a Declaração de Sirte, de 1999, pediam a criação de um PAP. O primeiro simplesmente listou o PAP entre os órgãos da organização e declarou: "Para garantir que os povos da África estejam totalmente envolvidos no desenvolvimento econômico e na integração do continente, será estabelecido um Parlamento Pan-Africano. A composição, as funções, os poderes e a organização do Parlamento Pan-Africano serão definidos em um Protocolo que o estabeleça." Seguiram-se o Tratado sobre o Estabelecimento da União Africana e um Protocolo ao Tratado que Estabelece a Comunidade Econômica Africana relativo ao Parlamento Pan-Africano. Em seguida, houve o Ato Constitutivo da União Africana. O Protocolo que estabelece o Parlamento Pan-Africano foi adotado em 2000 durante a Cúpula da OUA em Lomé, Togo. Em 2022, o PAP conta com representantes de 47 dos 55 estados-membros da UA. O artigo 22 do protocolo do PAP prevê que o protocolo entrará em vigor após o depósito dos instrumentos de ratificação por uma maioria simples dos estados membros[10].
O poder do Parlamento Pan-Africano aumentou significativamente após a cúpula UA-UE de 2017. Antes de 2017, o Parlamento tinha apenas fins consultivos e de assessoria. As mudanças delineadas e aprovadas em 2017 efetivamente tornaram o Parlamento o órgão legislativo da União Africana. Essas mudanças permitiram principalmente que o Parlamento elaborasse mais modelos de leis para os países africanos, bem como alteraram a forma como as eleições dentro do Parlamento funcionavam.[11] Antes de 2017, cada estado membro selecionava 5 pessoas para representá-lo no Parlamento. Agora, os delegados de cada estado-membro são eleitos por sua legislatura nacional em eleições que ocorrem no mesmo mês para todos os estados-membros em toda a África.[11]